# Ubagami Daijin-gū

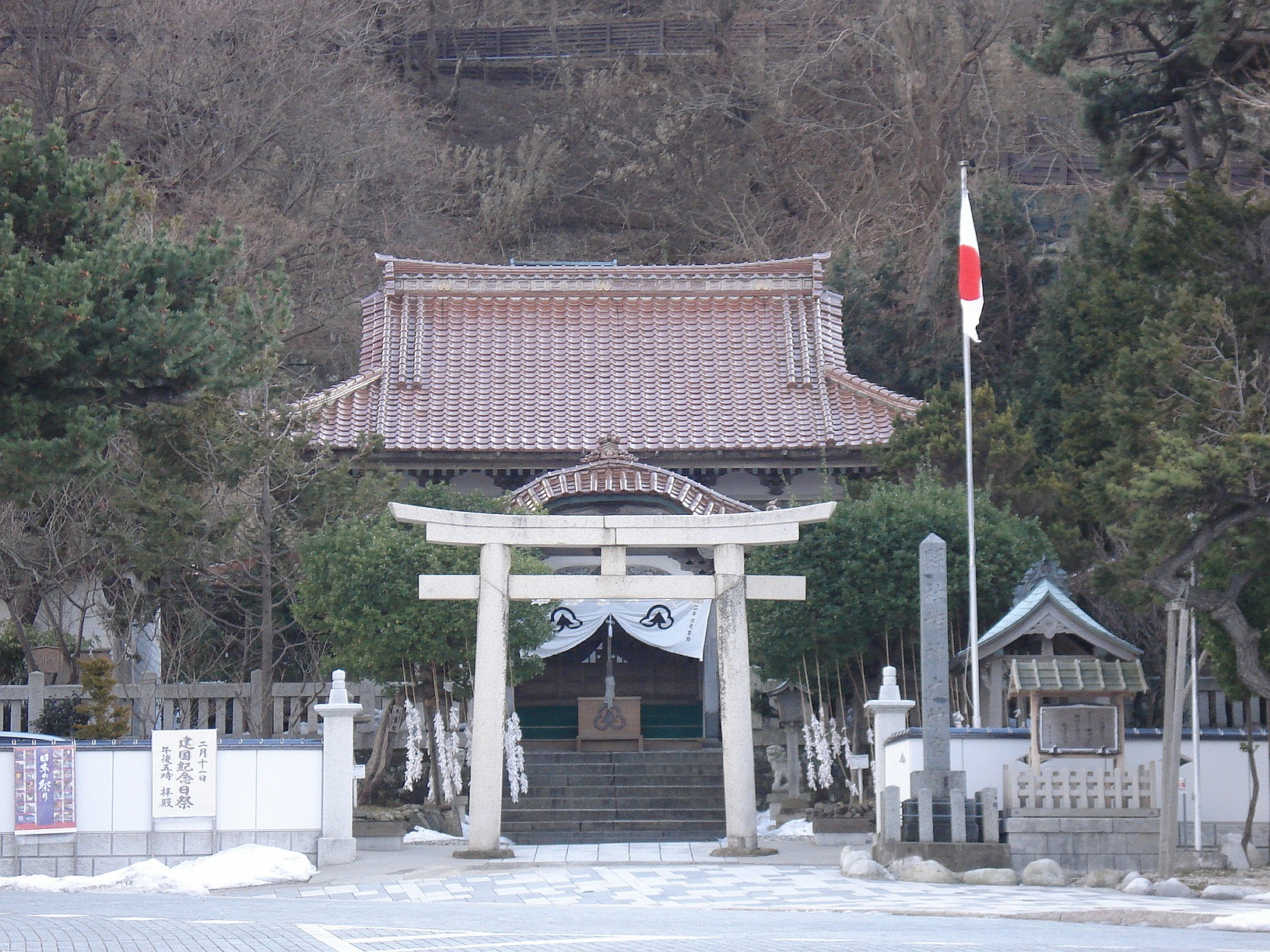
L'Ubagami Daijin-gū

L'Ubagami Daijin-gū (姥神大神宮) est un sanctuaire shinto situé à Esashi, Hokkaidō au Japon. Sa date de fondation est incertaine mais son existence est documentée depuis l'époque d'Edo. L'Ubagami Daijin-gū Togyosai est célébré au mois d'août, quand des chars de parade décorés de lanternes sont promenés à travers la ville.